# Victoria Giorgini
 (mars 2025).
Motif : Où sont les sources secondaires centrées d'envergure nationale ?
- Archive Wikiwix
- Bing
- Cairn
- DuckDuckGo
- E. Universalis
- Gallica
- Google
- G. Books
- G. News
- G. Scholar
- Persée
- Qwant
- (zh) Baidu
- (ru) Yandex
- (wd) trouver des œuvres sur Wikidata

| 1. | Préciser le motif de la pose du bandeau. | Précisez le motif de la pose du bandeau en utilisant la syntaxe suivante : {{admissibilité à vérifier\|date=juillet 2025\|motif=remplacez ce texte par le motif}}                      |
| 2. | Informer les utilisateurs concernés.     | Pensez à avertir le créateur de l'article, par exemple, en insérant le code ci-dessous sur sa page de discussion : {{subst:avertissement admissibilité à vérifier\|Victoria Giorgini}} |

Compléments
Confondatrice le la compagnie Lunidea
Victoria Giorgini, née le 5 avril 1976 à Kiev, en Ukraine, est une metteuse en scène, scénariste et écrivaine de nationalité suisse, qui vit actuellement à Morges. Elle est cofondatrice, avec l’artiste visuel Cédric Cassimo, de la compagnie artistique Lunidea en 2009.

## Carrière
Victoria Giorgini a fait ses débuts de metteuse en scène dans le West End londonien, en Grande-Bretagne. Son premier spectacle multimédia à succès Once Upon a Thames inspiré d’un fait divers marquant sur la baleine de la Tamise, a été présenté au Leicester square Theatre de Londres en 2010. De retour en Suisse, elle fonde avec Cédric Cassimo la compagnie Lunidea, spécialisée dans des spectacles immersifs, visuels et poétiques,.
Elle a également écrit le scénario et mis en scène le spectacle Pour l’Amour d’un Stradivarius sur la vie du violoniste virtuose Pierre Amoyal, en collaboration avec ce dernier. Il a été présenté au théâtre du Jorat en juin 2014. Parmi ses créations notables figure également Les Secrets du Petit Prince, coproduit avec le Rosey Concert Hall en 2016,,.
De 2014 à 2025, Victoria Giorgini a été professeure de théâtre et responsable de la section francophone du théâtre à l’Institut Le Rosey, à Rolle, en Suisse. C’est dans ce cadre qu’elle a notamment mis en scène Les Secrets du Petit Prince, première création de la troupe francophone au Rosey Concert Hall.
Depuis 2020, Victoria Giorgini a développé des spectacles immersifs Alice au Jardin des Merveilles, Alice de l’Autre Côté du Miroir ou encore Le Bal des Voleurs en collaboration avec les plus grands jardins fleuris de Suisse, au domaine du Château de Vullierens,,.
En 2022, elle écrit le scénario original et met en scène le spectacle multimédia Tinka en coproduction avec le théâtre Barnabé qui part en tournée en Norvège en automne 2024 et passe par le Kilden Performing Arts Centre,.
Depuis 2022, elle est écrivaine d’une série humoristique de livres jeunesse à succès sur un sanglier Schtinki, inspirée des récits du directeur du zoo de Servion, Roland Bulliard,,.

## Engagement
Ses spectacles sont régulièrement donnés dans un but caritatif, au bénéfice d’associations telles que La Chaîne du bonheur,.

## Livres jeunesse
- Schtinki le sanglier au caractère de cochon, publié en 2022
- Schtinki et le secret de la forêt boréale, publié en 2024
- Schtinki et la porte des rêves, publié en 2024

## Productions
- 2010 : Once upon a Thames
- 2013 : Lausanne Estivale
- 2012-2013 : Insaisis'sable
- 2014 : Pour l'amour d'un Stradivarius[18]
- 2015 : Animations en direct au Victoria Hall de Genève accompagné par de la musique de Debussy et de Ravel[19]
- 2015 : Les contes de ma mère l'Oye avec l’OSR
- 2016 : Le Carnaval des animaux
- 2016 : Le Violon enchanté en Alsace[20]
- 2017 : Pinocchio avec l'Orchestre de chambre de Lausanne
- 2017 : The idea worth spreading, TEDx Talks
- 2016-2019 : Les secrets du Petit Prince
- 2018-2019 : Les contes de la nuit, Arsenal de Metz, Opera de Reims et Paris
- 2019 : Attention à la marche avec l'Orchestre de chambre de Genève[21]
- 2020 Alice au Jardin des Merveilles[8]
- 2021: Alice de l’Autre Côté du Miroir[9]
- 2022: Tinka[12]
- 2023: le Bal des Voleurs

## Documentaire
- Starbucks sans filtre, Arte, 2018 (scénarisation des animations de sable)[22],[23]